# ونیلبو
ونیلبو (به اسپانیایی: Venialbo) یک شهرستان در اسپانیا است که در استان سامرا واقع شده‌است.

## خصوصیات
ونیلبو ۴۱ کیلومترمربع مساحت و ۵۰۲ نفر جمعیت دارد.